# Loi 16 du football

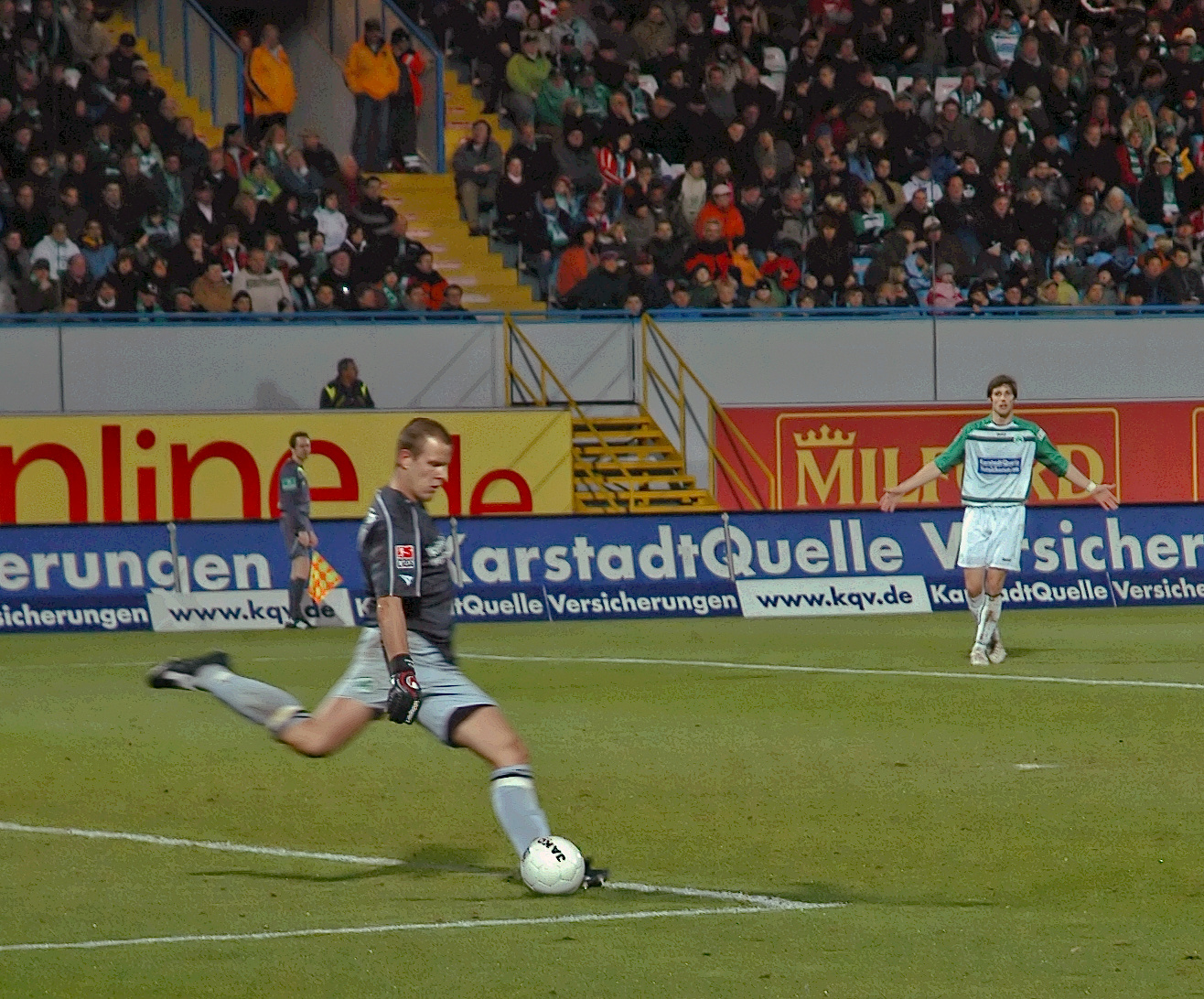
Dégagement effectué par le gardien de but.

La loi 16 du football intitulée « coup de pied de but », souvent appelé « dégagement aux six mètres » voire par ellipse un « six mètres », fait partie des lois du jeu régissant le football, maintenues par l'International Football Association Board (IFAB). Le coup de pied de but est l'une des procédures de reprise du jeu après une sortie de terrain du ballon via la ligne de but.

## Coup de pied de but
Un coup de pied de but est accordé lorsque le ballon, touché en dernier par un joueur de l’équipe qui attaque, sort entière entièrement du terrain via la ligne de but, à terre ou en l’air, sans qu’un but ait été marqué.
Un but est accordé quand le ballon franchit la ligne de but au niveau de la cage du gardien. Si le ballon est sorti par l équipe qui défend un corner est accordé.

## Exécution
- le ballon est botté d'un point quelconque de la surface de but par un des joueurs de l'équipe défendante,
- le ballon est en jeu dès qu'il est botté et a clairement bougé.
- les joueurs de l'équipe adverse doivent se tenir en dehors de la surface de réparation jusqu'à ce que le ballon soit en jeu,

## Infractions et sanctions
Si le ballon est en jeu et que l’exécutant touche le ballon une seconde fois avant que celui-ci n’ait été touché par un autre joueur, un coup franc indirect est accordé à l’équipe adverse qui doit être exécuté à l’endroit où la faute a été commise.
Si le ballon est en jeu et que l’exécutant commet une faute de main,
- un coup franc direct est accordé à l’équipe adverse qui doit être exécuté à l’endroit où la faute a été commise.

- un penalty est accordé si la faute a été commise dans la surface de réparation de l’exécutant (un coup franc indirect s'il s'agit du gardien)

Si, au moment de l’exécution du coup de pied de but, des adversaires se trouvent encore à l’intérieur de la surface car ils n’ont pas eu le temps d’en sortir, l’arbitre laisse le jeu se poursuivre. 
Si un adversaire se trouvant dans la surface de réparation lorsque le coup de pied de but est exécuté ou entrant dans la surface de réparation avant que le ballon ne soit en jeu touche ou dispute le ballon avant qu’il ne soit en jeu, le coup de pied de but doit être retiré.
Si un joueur entre dans la surface de réparation avant que le ballon ne soit en jeu et qu’il commet ou subit une faute, le coup de pied de but devra être retiré et le joueur fautif pourra être averti ou exclu en fonction de la nature de sa faute.
- La sortie de but peut être jouée sans attendre que les adversaires aient quitté la surface, mais si l’exécutant a décidé de jouer le ballon rapidement malgré la présence d'un adversaire mal placé (ayant cherché à se repositionner), la remise en jeu ne sera pas recommencée s'il intervient dans le jeu.

- Néanmoins, les joueurs de l'équipe adverse doivent rapidement sortir de la surface. A ce titre, si un joueur reste ostensiblement dans la surface dans le but de retarder la reprise du jeu, il doit être averti. Dans ce cas précis l'équipe en possession du ballon n'a pas à être victime de cette tactique, et peut jouer rapidement : en ce seul cas si le joueur volontairement mal placé intervient dans le jeu, la sortie de but sera rejouée[2].

Pour toute autre infraction à cette loi, le coup de pied de but sera recommencé.

## Évolution de la loi 16
Depuis 2019, le ballon ne doit plus sortir de la surface de réparation pour être en jeu. Cela permet de réduire le temps perdu – parfois volontairement – lorsque le coup de pied de but doit être retiré car le ballon a été joué avant qu’il soit sorti de la surface.